# Алфред Йенсен
Алфред Йенсен (на шведски: Alfred Jensen) е шведски писател, литературовед и славист-езиковед, преводач, журналист и кореспондент, автор на многобройни пътеписи от пътувания в Източна Европа, експерт по славянска литература към Нобеловия комитет, интелектуален посредник между Швеция и славянския свят.

## Биография
Роден е на 30 септември 1859 г. Йенсен завършва славянска филология в Университета на Гьотеборг и започва да преподава руски език в същото учебно заведение. Превежда на шведски език най-значимите творби на Александър Пушкин, Тарас Шевченко, Хенрик Сенкевич, Адам Мицкевич, Ярослав Връхлицки, Петър Негош, Антон Ашкерц, Христо Ботев, Пенчо Славейков, Иван Вазов и Пейо Яворов.
Алфред Йенсен за първи път посещава Черна гора, Сърбия и България през 1890 г., когато пристига с кораб по Дунав. На база на своите впечатления Йенсен издава пътеписите „Пътни впечатления от България“ (сп. „Български преглед“ 1893 – 1900) и „Кръстът и полумесецът“ (1911). В студията си „Македония и България“ изтъква българския характер на населението в Македония. В първите години на ХХ век Пенчо Славейков се сближава с Алфред Йенсен, за което говори кореспонденцията между двамата, намираща се в личния архив на Йенсен в Кралската библиотека в Стокхолм. Йенсен с тревога следи здравословните и други проблеми на Славейков, интригите в българските литературни и академични среди относно представянето на кандидатурата на Пенчо Славейков за Нобеловата литературна награда, напразно очаква от България да пристигне писмено предложение и подкрепа. Тогава, „за първи и вероятно за последен път“, както пише самият Йенсен, Нобеловият комитет решава да му бъде предоставено правото да предложи кандидат от свое име. Така се стига до предложението на Алфред Йенсен от 30 януари 1912 г., съпроводено от обширна мотивировка с анализ на творчеството на Пенчо Славейков.

През същата година Алфред Йенсен издава в Швеция стихосбирките на Славейков – „Коледари“ и „Съдби и поети“, превежда много други стихове, както и поемата „Кървава песен“, за която пише: 
| „ | Шведската академия се намира пред щастливи и съвсем необикновени обстоятелства, да може да представи на Европа един безспорно голям поет, при когото може да се констатира наличието на поетически шедьовър – „Кървава песен“ | “ |

Заради преждевременната смърт на Славейков предложението да бъде удостоен с Нобелова награда не е разгледано от Нобеловия комитет.
Почетен доктор на Университета в Упсала (1907).
Йенсен умира на 15 септември 1921 г. във Виена.